# Dorothy Squires
 (octobre 2010).
Si vous disposez d'ouvrages ou d'articles de référence ou si vous connaissez des sites web de qualité traitant du thème abordé ici, merci de compléter l'article en donnant les références utiles à sa vérifiabilité et en les liant à la section « Notes et références ».
Dorothy Squires (de son vrai nom Edna May Squires) (25 mars 1915 à Pontyberem, près de Llanelli, au pays de Galles - 14 avril 1998) est une autrice-compositrice-interprète galloise. 

## Biographie
Autrice, compositrice et interprète, elle fut, au Royaume-Uni, une des plus grosses vedettes des années 1940, et ce grâce à de nombreux succès du chef d'orchestre et compositeur Billy Reid. Parmi ses plus grands succès : The Gipsy, Mother's Day, It's a pity to say goodnight, Danger Ahead, I'll close my eyes. Elle fut influencée surtout par le premier film parlant Le Chanteur de jazz. 
Elle entreprit, très jeune, de chanter dans un orchestre local, The Denza Platers. À 18 ans, elle décida de quitter sa région pour aller à Londres. Elle chanta très rapidement au Burlington Gardens Club et peu de temps après, fut accompagnée par le pianiste Charlie Kunz, qui l'invita à venir chanter au Casini Club. C'est là qu'elle rencontra Billy Reid et devint la chanteuse de l'orchestre. Elle se maria avec Reid.
Au début des années 1950, elle décida de faire son chemin sans Billy Reid de qui elle divorça. Elle décida de financer seule ses enregistrements. Elle rencontra le très jeune acteur Roger Moore avec qui elle se mariera en 1953. Ils partirent pour Hollywood. Dorothy était aussi compositrice. Accompagnée du pianiste Russ Conway, elle eut un grand succès dans les années 1960 avec la chanson Say it with flowers. On raconte qu'Elvis Presley alla la voir en concert avec sa mère pendant cinq jours consécutifs.
En 1969, elle enregistra For Once In My Life, chanson tirée du film Une étoile est née et interprétée à l'origine par Judy Garland. Ce succès resta pendant trois mois dans les charts anglais. Elle revint plus tard avec Till. Tony Bennett et Shirley Bassey avaient, eux aussi enregistré cette chanson, mais c'est la version de Dorothy qui aura le plus grand succès. Le meilleur arriva avec son interprétation de My Way en juillet 1970. Cette version resta vingt-trois semaines au Top 50 anglais. C'est à cette époque que Roger Moore obtint le divorce, après une longue bataille juridique. Le répertoire de Dorothy Squires inclura désormais de nombreuses chansons d'amour, reprenant le thème de la femme délaissée. 
Dorothy n'est plus invitée à la télévision. Ses disques sont peu diffusés à la radio car elle est considérée comme une has been. Aussi, elle décide de louer avec ses propres deniers le célèbre théâtre Palladium (en) pour un spectacle unique, le 6 décembre 1970. Les 2 300 places sont vendues en moins de deux heures. C'est un énorme succès. Elle va continuer pendant cinq ans à louer des théâtres pour que son fidèle public puisse l'admirer. Ces concerts sont enregistrés sur disque.
À partir de 1971, elle commence à être de plus en plus présente dans les cours de justice, se battant contre vents et marées contre de nombreux journaux. En 1974, son manoir de Bextley prend feu. Elle arrive à fuir avec son chien, laissant tout le reste derrière elle. Étant mal assurée, elle perd une partie de sa fortune. Elle décide d'acheter une maison au bord de l'eau. La maison est inondée trois semaines après. En 1982, elle fut interdite dans les tribunaux, car jugée procédurière. Elle perdit beaucoup d'argent dans des procédures judiciaires. Elle sera déclarée en faillite personnelle en 1988. Elle fit un dernier concert en 1990 pour payer ses impôts locaux. Elle fut recueillie par un admirateur à Trebanog, dans le sud du Pays de Galles. Elle termina sa vie recluse et sans le sou, et décéda d'un cancer de la gorge en 1998 à l'âge de 83 ans.

## Ses grands tubes
- I'm walking behind you (1953) numéro 12 au hit parade britannique
- Say it with flowers (1961) numéro 23 avec Russ Conway
- For once in my life (1969) numéro 24
- Till (1970) numéro 25
- My way (1970) numéro 25